# (73243) 2002 JK36
(73243) 2002 JK36 – planetoida z pasa głównego asteroid okrążająca Słońce w ciągu 4,5 lat w średniej odległości 2,72 j.a. Odkryta 9 maja 2002 roku.